# Jiří Jarošík
Jiří Jarošík (Ústí nad Labem, 27 de outubro de 1977) é um ex-futebolista e treinador de futebol checo que atuava como zagueiro ou volante. Atualmente está sem clube.

## Carreira de jogador

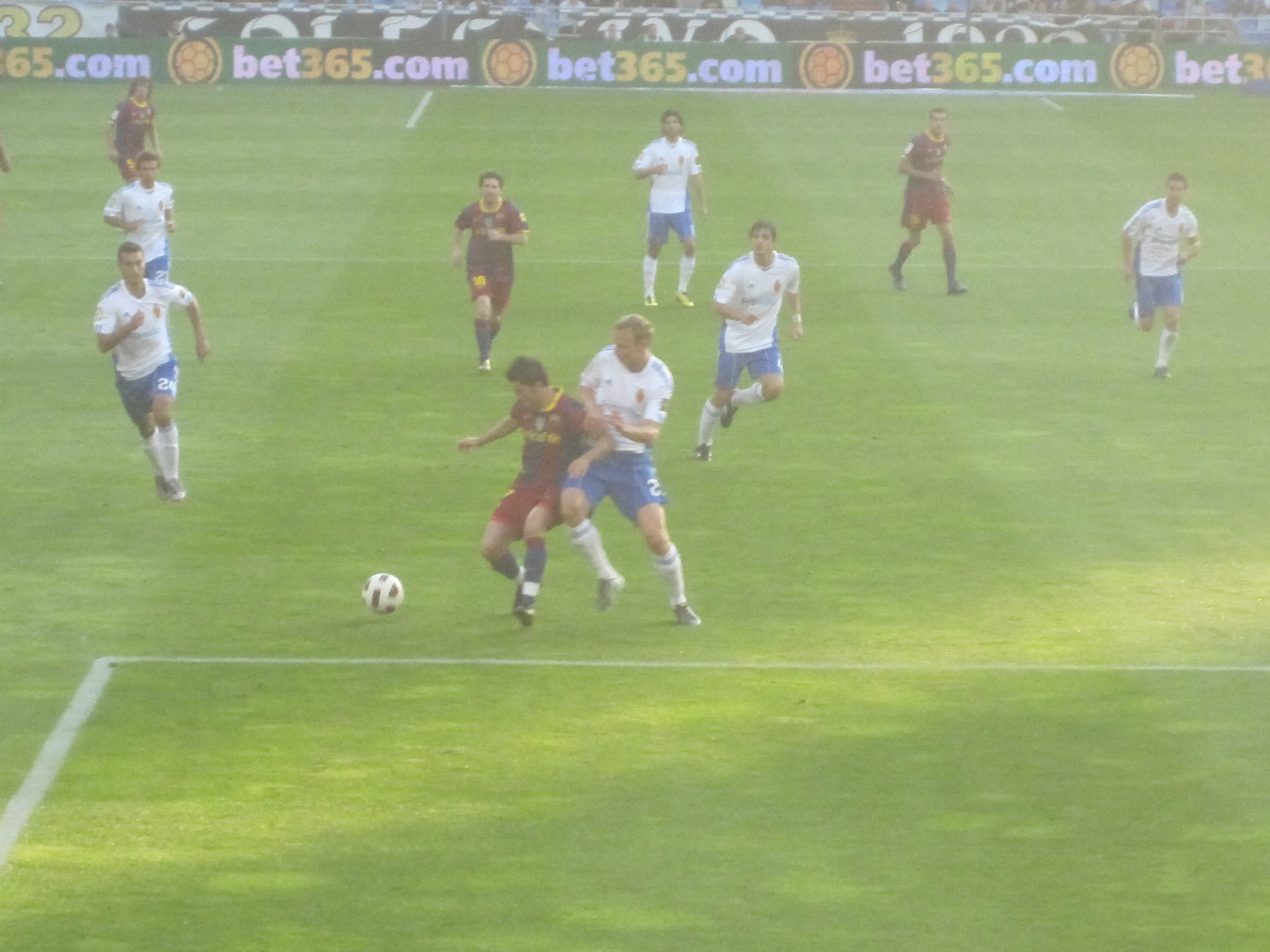
Jiří Jarošík com David Villa, durante um jogo da temporada 2010-2011 da La Liga, em outubro de 2010. A imagem captura os dois jogadores em um momento durante sua participação nas respectivas equipes, com Jarošík no Real Zaragoza e Villa no FC Barcelona. Este encontro ilustra uma das fases da carreira de Jarošík, que jogou em várias ligas europeias, incluindo a Espanha.

Tendo atuado nas categorias de base de Komastav Chuderov, FK Ústí nad Labem e Teplice, se mudou para o Sparta Praga em 1990 e iniciou a carreira profissional em 1996. Atuou ainda por 2 temporadas emprestado ao Slovan Liberec antes de voltar ao Sparta em 1999. Em 2003, o CSKA Moscou pagou 3,5 milhões de euros para contar com Jarošík, que sagrou-se campeão russo no mesmo ano e venceu ainda a Supercopa em 2004.
Em janeiro de 2005, assinou com o Chelsea por uma valor não revelado (falou-se em 3 milhões de libras), fazendo sua estreia pelos Blues 2 dias após sua contratação, na vitória por 3 a 1 sobre o Scunthorpe United, em partida válida pela Copa da Inglaterra, substituindo Didier Drogba aos 68 minutos. Fez parte do elenco campeão da Premier League, tendo atuado em 14 jogos. Sem espaço no elenco principal do Chelsea após a contratação de Michael Essien, foi emprestado ao Birmingham City até o final da temporada, e o técnico Steve Bruce elogiou Jarošík por suas habilidades no jogo aéreo. Voltaria ao Chelsea após o rebaixamento do Birmingham para a Segunda Divisão inglesa, mas estava fora dos planos de José Mourinho para a temporada seguinte.
Atuou também por Celtic
, Krylya Sovetov Samara e Zaragoza antes de voltar ao Sparta em agosto de 2011
O último clube de Jarosík foi o Alavés, que o contratou sem custos em 2013 e onde atuou até 2015, quando encerrou a carreira aos 37 anos.

## Seleção Checa
Pela Seleção Checa, Jarošík atuou pelas categorias Sub-16 (1994), Sub-20 (1997) e Sub-21 (1997 a 2000) e fez o primeiro de seus 23 jogos pela equipe principal em agosto de 2000, contra a Eslovênia. Ele não chegou a disputar nenhum torneio oficial pela seleção; viu a República Checa ser eliminada pela Bélgica na repescagem europeia para a Copa de 2002, não foi lembrado na convocação para a Eurocopa de 2004 e também ficou de fora da Copa de 2006, embora tivesse disputado 5 partidas das eliminatórias - incluindo as 2 da repescagem contra a Noruega, que foram as últimas de sua carreira internacional.

## Carreira de treinador
Jedle (apelido do ex-jogador) iniciou a carreira de treinador em 2017, comandando a equipe B do Sparta por 6 meses antes de tornar-se auxiliar do Slovan Liberec, função exercida também no Ružomberok (Eslováquia).
Seu primeiro clube como treinador principal foi o FK Ústí nad Labem (onde atuara nas categorias de base), em 2020, assinando por um ano com opção de renová-lo por mais uma temporada e afirmou que seu pai ficaria satisfeito com a escolha para ser técnico da equipe. Deixou o Ústí nad Labem em dezembro para comandar o Celje, mas sua passagem durou apenas 12 jogos e saiu em abril de 2021.
Comandou também Prostějov, Teplice (outra equipe onde atuou na base) e Orenburg, onde trabalhou por apenas 2 meses antes de deixar o clube russo alegando questões familiares.

## Títulos
Sparta Praga
- Campeonato Checo: 1996–97, 1997–98, 1998–99, 1999–2000, 2000–01, 2002–03

CSKA Moscou
- Primeira Liga Russa: 2003
- Supercopa da Rússia: 2004

Chelsea
- Premier League: 2004–05[20]
- Copa da Liga Inglesa: 2004–05[21]

Celtic
- Scottish Premiership: 2006–07
- Copa da Liga Escocesa: 2006–07